# Franciszek Gazda

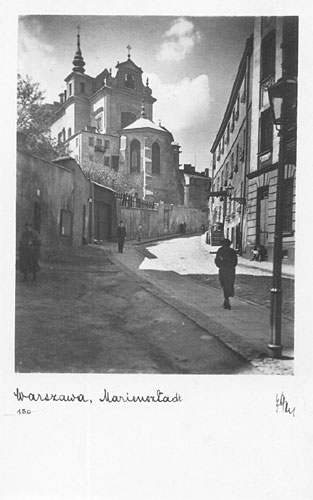
Warszawa, Mariensztadt, pocztówka autorstwa Franciszka Gazdy (nr 130)

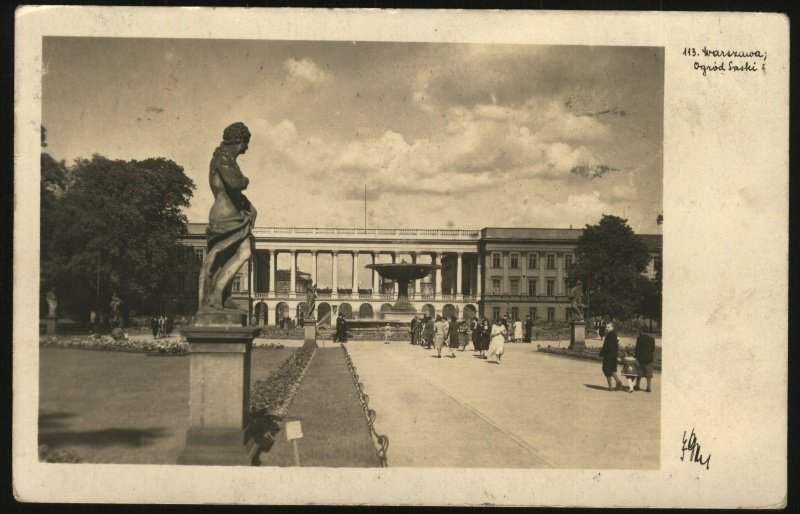
Warszawa, Ogród Saski, autor Franciszek Gazda (1933 r.)

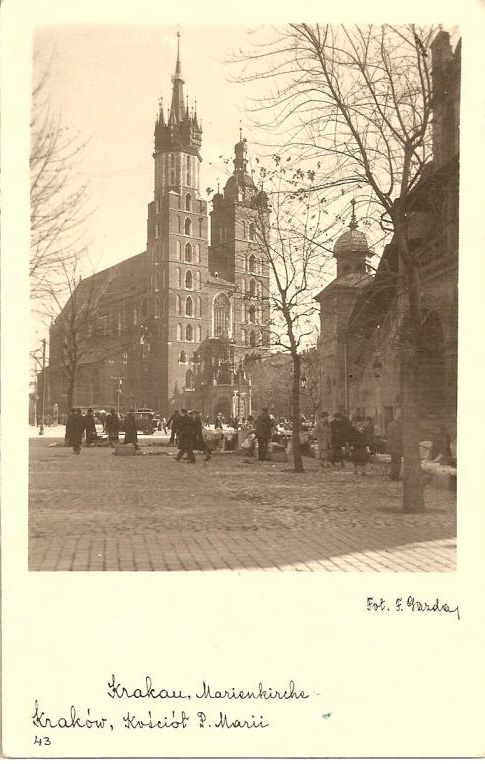
Kraków, Kościół P. Marii, 43 z cyklu Polonia Admirabilis, fot.Franciszek Gazda

Franciszek Gazda (ur. 27 października 1893 we Wrocance zm. 10 listopada 1942 w Warszawie) – polski fotograf krajobrazowy, autor cyklów pocztówek z widokami miast międzywojennej Polski, m.in. Warszawy i Krakowa.

## Życiorys
Był synem Karola Gazdy i Anieli z Dróbków. Miał młodszego o 11 lat brata Józefa, także fotografa krajobrazowego i siostrę Katarzynę. Ojciec pracował w kopalni nafty, głównie w Borysławiu jako majster. Franciszek ukończył szkołę elementarną w rodzinnej Wrocance, następnie uczył się w gimnazjum w Sanoku, potem w Jaśle, gdzie przenieśli się rodzice. Nie ukończywszy gimnazjum uciekł do pracy w kopalni nafty w Perehińsku w obwodzie stanisławowskim.
Podczas I wojny światowej jako kadet pracował w sądzie polowym w Przemyślu. Tam poznał swoją przyszłą żonę Barbarę z Hammerów, artystkę z Wiednia, która występowała w przyfrontowych miastach z programem muzycznym dla żołnierzy. 30 maja 1919 roku wziął z nią ślub w Wiedniu.
W 1919 zamieszkał wraz z żoną w Krakowie. W 1922 małżeństwu Gazdów urodziła się córka Eveline (1922-1959), która później również została fotografką, projektantką mody, modelką oraz współwłaścicielką rodzinnej Wytwórni po śmierci ojca. W 1927 roku w Krakowie Franciszek wraz z bratem Józefem zajął się fotografowaniem i wydawaniem widokówek. Pierwsze pocztówki, z architekturą i widokami Krakowa, tworzą numerowaną serię  „Polonia admirabilis” (Polska podziwu godna).
W 1937 roku Franciszek przeniósł się do Warszawy, gdzie od kilku lat mieszkał Józef. Bracia założyli rodzinną Wytwórnię Fotograficznych Kart Widokowych Franciszek Gazda, z siedzibą przy ul. Koszykowej 53, potem Piusa XI 47a (obecnie Piękna) oraz sklep z pocztówkami przy ulicy Wielkiej 22.
Franciszek był najważniejszym fotografem w rodzinnej firmie, Józef też fotografował oraz sprzedawał pocztówki, a jego żona, Helena, zajmowała się laboratorium. W czasie okupacji pocztówki ukazywały się z dwujęzycznym opisem, po niemiecku i po polsku, a nazwa ulicy przy której istniał zakład została zmieniona na Piusstrasse. Wytwórnia istniała do upadku powstania warszawskiego w 1944 roku.
Po wojnie pojawiały się sporadycznie w wąskim obiegu rodzinnym karty świąteczne, imieninowe i krajobrazowe z przedwojennych zbiorów, odbijane z diapozytywów szklanych przez Helenę Gazdę. Pocztówki z serii Polonia admirabilis, a także inne wydawane przez Wytwórnię stały się przedmiotem zainteresowania kolekcjonerów filokartystów i muzealników.
Pocztówki firmy Franciszek Gazda, jak twierdzą fachowcy i miłośnicy widokówek, cechuje wysoki i bardzo wyrównany poziom artystyczny, ciekawe uchwycenie detalu, trafne ujęcia znanych budowli, takich jak Kościół Mariacki, Wawel, Belweder, Zamek Królewski czy Plac Napoleona. Wiele pocztówek przedstawia przyrodę i parki miejskie, a wśród nich Ogród Saski, Planty oraz Łazienki. Motywy z pocztówek często wykorzystywane są w albumach poświęconych historii Warszawy i Krakowa, dając świadectwo architekturze tych miast sprzed zniszczeń spowodowanych II wojną światową. 77 szklanych negatywów warszawskich pocztówek w 1983 roku Helena Gazda przekazała 
Muzeum Historycznemu m.st. Warszawy.